# Jacques Sadoul (scrittore)
Jacques Gaston Paul Sadoul (Agen, 8 dicembre 1934 – Astaffort, 18 gennaio 2013) è stato uno scrittore e curatore editoriale francese, che ha curato diverse antologie sulla storia della fantascienza.

## Biografia
Ha cominciato a lavorare per la casa editrice Opta, per la quale ha curato le collane Club du livre d'anticipation e Galaxie-bis. Nel 1968 passa alla casa editrice J’ai lu per la quale cura le collane di fantascienza e dal 1982 ne diventa il direttore editoriale, contribuendo alla diffusione del formato tascabile. Per la J'ai Lu curò la serie antologica Les Meilleurs Recits dedicata alla traduzione di storie delle riviste pulp statunitensi.
Nel 1972 ha creato, con Jacques Goimard, il Premio Apollo, che premia il miglior romanzo di fantascienza pubblicato in Francia nell'anno precedente a quello dell'assegnazione del premio.
Il suo saggio La storia della fantascienza (Histoire de la science fiction moderne, 1973; rivista nel 1983) è una lunga e entusiastica analisi del campo, che fu di grande incoraggiamento in Europa per uno studio serio e accademico della fantascienza, anche se è stata criticata per una mancanza di un'analisi critica approfondita e per contenere troppe generalizzazioni e pregiudizi personali.
Ha scritto una trilogia di romanzi fantasy, La Passion selon Satan (1960), Le Jardin de la licorne (1978) e Les hautes terres du reve.
Nel 1987 ha vinto il Grand prix de littérature policière per il miglior romanzo giallo francese con Trois morts au soleil.